# Norbert Peticzky
Norbert Peticzký (* 1. prosince 1984, Bratislava, Slovensko), je československý zpěvák, producent a muzikant, který se narodil v hudební rodině.
V roce 2011 se zúčastnil 2. řady Česko Slovenské SuperStar (rok 2011), kdy se dostal až do divadla mezi prvních 60. O rok později, tedy v roce 2012, se stal finalistou prvního ročníku soutěže Hlas Česko Slovenska.
Norbert vydal několik singlů a charitativní album pod názvem "Alchymista", jehož výtěžek šel na podporu nadace Rakovina věc veřejná.
Nyní Norbert chystá své druhé album pod názvem "2". Může se pyšnit svou spoluprací s hvězdou kapely Kelly Family Kathy Kelly, se kterou nepravidelně vystupuje a se kterou natočil v září roku 2015 společný duet "Miracles". Tento duet se několik týdnů držel na první příčce jedné internetové hitparády. Mezi další interprety, kteří spolupracovali na albu "2" jsou: Celeste Buckingham, Raego, Light & Love, Mirka Partlová nebo producenti interpretů jako je Lenny, Sebastian, Olga Lounová a mnoho dalších. Pilotním singlem alba je píseň "Čo sa stalo nám?" spolu s videoklipem z muzea voskových figurín Grévin Praha.